# Тришкин, Дмитрий Вячеславович
Дмитрий Вячеславович Тришкин (род. 1973 года) — российский военный врач, действительный государственный советник Российской Федерации 2-го класса, начальник Главного военно-медицинского управления Министерства обороны Российской Федерации (с 2017 года).

## Биография
Родился в 1973 году в Перми.
В 1996 году — окончил Пермскую государственную медицинскую академию.
В 2006 году — окончил Пермский государственный технический университет.
С 1996 по 1997 годы — врач-интерн, клиническая интернатура кафедры общей хирургии, лечебный факультет в Пермской государственной медицинской академии.
1999—2003 годы — заведующий отделением переливания крови МУ «Городская клиническая больница № 4» в Перми.
2005—2006 годы — врач-главный хирург Пермской областной клинической больницы.
2006—2008 годы — главный врач Городской клинической больницы № 4 в Перми.
2008—2009 годы — первый заместитель Министра здравоохранения Пермского края.
2009—2012 годы — министр здравоохранения Пермского края.
2012—2013 годы — министр здравоохранения Московской области.
2013—2015 годы — начальник 2-го управления (медико-психологической реабилитации и санаторно-курортного лечения) Главного военно-медицинского управления Министерства обороны Российской Федерации.
2015—2016 годы — начальник 2-го управления (санаторно-курортного лечения и организации активного отдыха) Главного военно-медицинского управления Министерства обороны Российской Федерации.
2016—2017 годы — заместитель начальника Главного управления — начальник 2-го управления (санаторно-курортного лечения и организации активного отдыха) Главного военно-медицинского управления Министерства обороны Российской Федерации.
В апреле 2017 года Указом Президента Российской Федерации назначен начальником Главного военно-медицинского управления Министерства обороны Российской Федерации.
Действительный государственный советник Российской Федерации 2-го класса (c 2019 года).

## Награды
- Государственная премия Российской Федерации имени Маршала Советского Союза Г. К. Жукова (в составе группы, за 2025 год) — за разработку и внедрение современной концепции оказания медицинской помощи раненым с повреждениями опорно-двигательного аппарата[2]